# Griffiths Island (Victoria)
Griffiths Island è un'isola situata alla foce del fiume Moyne, dove sorge la cittadina di Port Fairy, nello stato di Victoria, in Australia. Appartiene alla contea di Moyne e fa parte della Port Fairy and Belfast Coastline Protection Reserve. L'isola non ha abitanti permanenti, ma è collegata alla terraferma da una strada rialzata ed è accessibile a piedi.

## Geografia
L'isola è lunga circa 1,5 km e larga 0,8 m, ha una superficie di 0,31 km². Il suo lato settentrionale confina con il fiume Moyne. Sull'isola sorge un faro costruito nel 1859.

### Fauna
Circa 80-90 specie di uccelli sono state registrate dall'isola, in particolare uccelli marini e trampolieri. Vi è una grande colonia riproduttiva di berta codacorta che è un'attrazione turistica in primavera e in estate, con una piattaforma di osservazione costruita per facilitare la visione degli uccelli mentre ritornano in stormi ai loro nidi al tramonto. Altri animali residenti sono: la Wallabia, l'echidna istrice, la Tiliqua e il serpente tigre.

## Storia
Griffiths era visitata dal popolo locale Gunditjmara, che lo conosceva come Moleen.
L'isola ha preso il nome dell'armatore John Griffiths, cacciatore di balene e commerciante di Launceston (Tasmania).